# Saxi-Bourdon
Saxi-Bourdon é uma comuna francesa na região administrativa de Borgonha-Franco-Condado, no departamento Nièvre. Estende-se por uma área de 18,79 km². Em 2010 a comuna tinha 302 habitantes (densidade: 16,1 hab./km²).